# 大前哲
大前 哲（おおまえ さとし、Satoshi Ohmae、1943年11月25日 - ）は日本の現代音楽の作曲家。兵庫県出身。相愛大学音楽学部元教授。大阪教育大学の前身に該当する大阪学芸大学卒業。多くの国際作曲賞を受賞するほか、世界での委嘱作品を発表し、各種の現代音楽演奏会および音楽祭に出品している。

## 近年の主要作品
大前哲の楽曲一覧を参照。

### 管弦楽
- 2000 La canzone dei ricordi, op. 110
- 2001 The Broken Times, op. 116
- 2002 Frammenti di Spazio, op. 118
- 2004 COME IL VENTO PASSATI, op. 126
- 2006 Spazio Variato, op. 140
- 2008 Symphonic Canticle "Shinran", op. 144
- 2018 SONIC LANDSCAPE, op.190

### 吹奏楽
- 2003 Space Fragments, op. 125
- 2006 Space Gradation, op. 138
- 2010 Symphonic Canticle "Shinran", op. 144-2
- 2010 Symphonic Overture "66" Access, op. 150 b
- 2010 In the Distance, op. 151

### 室内楽
- 2004 Double link, op. 129
- 2004 Time Tracing: Double Talk no. 28, op. 131
- 2005 The Man in a space -Okuno Hosomichi-, op. 132
- 2005 Lyrical Landscape, op. 133
- 2005 Refrain: Double Talk no. 30, op. 134
- 2005 Dual Tensity: Double Talk no. 31, op. 135
- 2006 Time Shift, op. 136
- 2006 Solitude Soul, op. 137
- 2006 Spazio Improvisare II, op. 139
- 2007 Time Portraits: Double Talk no. 32, op. 141
- 2007 Time Sequence: Double Talk no. 33, op. 142
- 2008 Twofold, op. 145
- 2010 TRIO FESTONE, op. 153

### ピアノ
- 1971 Resonance no. 1, op. 4
- 1975 Resonance no. 2, op. 10
- 1988 Trailing Away, op. 67
- 1997 Aspetta Domani, op. 97
- 1999 The Prospects nr. 2, op. 106
- 2002 Modo Frammentario, op. 120
- 2004 Memories Once More, op. 127
- 2008 Memories Once More II, op. 146

### ギター
- 2002 Spacing I, op. 119
- 2004 Sound shift, op. 130

### マンドリン・アンサンブル
- 2001 Seven short Scenes III, op. 113

### 打楽器
- 1982 Undulation I, op. 40
- 1984 Polymer, op. 52
- 1991 Join V, op. 98

### 邦楽器
- 2002 Tre Suoni, op. 121

## 受賞歴
- 大阪文化祭賞本賞（1990年）
- 第20回ブルーメール賞（1991年）
- ISCM世界音楽の日々ルーマニア大会入選（1999年）
- グスタフ・マーラー国際作曲コンクール第2位（2000年）
- ウディネ市国際作曲コンクール第1位（2002年）
- 第3回カミロ・トンニへ捧ぐ国際作曲コンクール入選（2004年）
- ドビュッシー・トリオ主催国際ビエンナーレ作曲コンクール第1位（2004年）
- エジディオ・カレッラ国際作曲コンクール特別佳作（2005年）
- 第6回アレクサンドル・タンスマン財団主催音楽的個性に関る国際コンクール第3位（2006年）
- ヴィトルト・ルトスワフスキ国際作曲コンクール第2位（2008年）
- 21世紀の吹奏楽「響宴XIII」入選（2010年）[2]
- G.E.R.M.I.国際作曲コンクール第3位（2010年）
- ハーレルベーケ国際吹奏楽作曲コンクール第2位[3]（2010年）
- ICA国際作曲コンクール第1位（2011年）
- エジディオ・カレッラ国際作曲コンクールB部門（オーケストラ作品対象）第1位（2011年）
- RISUONANZE incontri di nuove musiche（2013年）公募入選
- RISUONANZE incontri di nuove musiche（2014年）公募入選
- 第2回ペンデレツキ国際作曲コンクール入選・聴衆賞[4]（2014年）
- 第13回ロムアルド・マレンコ国際作曲コンクール管楽五重奏部門特別佳作[5]（2015年）
- 第6回ハーレルベーケ国際吹奏楽作曲コンクール第3位[6]（2016年）
- 第14回ロムアルド・マレンコ国際作曲コンクールクラリネットアンサンブル部門第1位[7]（2016年）[注釈 1]
- 第15回カジミェシュ・セロツキ国際作曲コンクール第1位[8]（2017年）
- 第16回ロムアルド・マレンコ国際作曲コンクール第1位（2018年）
- 第6回グラチナ・バチェヴィチ国際作曲コンクール第1位（ウッチ, 2019年）[9]
- 第7回クー・ド・ヴァン国際交響吹奏楽作曲コンクールファイナリスト（2021年）